# پاتوم هایلندز
پاتوم هایلندز (به لاتین: Patom Highlands) یک کوه در روسیه است که در استان ایرکوتسک واقع شده‌است. پاتوم هایلندز ۱٬۹۲۴ متر بالاتر از سطح دریا واقع شده‌است.